# Leclercera negros
Leclercera negros is een spinnensoort uit de familie Psilodercidae. De soort komt voor in de Filipijnen.